# ژیان‌مرغ بامبوی اخگری
ژیان‌مرغ بامبوی اخگری (نام علمی: Hemitriccus flammulatus)، که به آن ژیان‌مرغ کوتوله اخگری نیز می‌گویند، گونه‌ای از پرندگان خانواده ژیان‌مرغان است که در آمازون پرو و بولیوی و ایالت‌های هم‌مرز شمال غربی برزیل، منطقه شمال یافت می‌شود. زیستگاه طبیعی آن جنگل‌های جلگه‌ای نمناک نیمه‌گرمسیری یا گرمسیری است.
این ژیان‌مرغ پرنده ای کوچک قهوه‌ای رنگ با بال‌های قهوه‌ای تیره‌تر و دم کوتاه است. دارای سینه‌های سفیدرنگ، پاها و چشم‌های سیاه و منقار کوتاه و نوک‌تیز برای شکار هوایی حشرات در حال پرواز است.